# Denver and Rio Grande Western Railroad

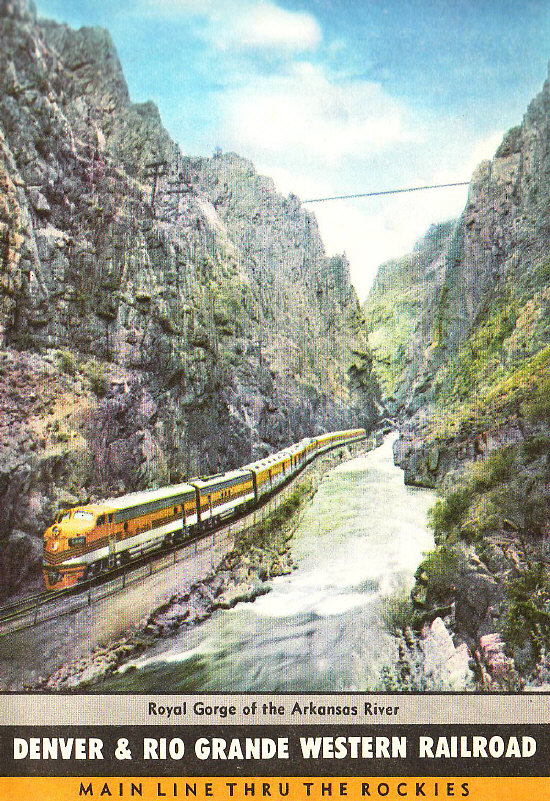
The Royal Gorge, 1960

Denver and Rio Grande Western Railroad, D&RGW, känt som Rio Grande, var ett järnvägsbolag i USA som grundades 1870 som Denver and Rio Grande Railroad men 1920 infogades ett Western i namnet.

## Historia
Bolaget grundades 1870 som en smalspårig järnväg med syfte att förbinda Denver med Mexico City. 1988 köpte bolaget bakom Rio Grande Southern Pacific Railroad av Atchison, Topeka and Santa Fe Railway och bolagen slogs ihop och fortsatte under namnet Southern Pacific. Att just det namnet valdes var av marknadsföringsskäl. Rio Grande hade satsat på att korta snabba godståg medan Southern Pacifics marknadsidé var att köra långsammare långa godståg. 11 september 1996 såldes så hela Rio Grande till Union Pacific